# Kastulus

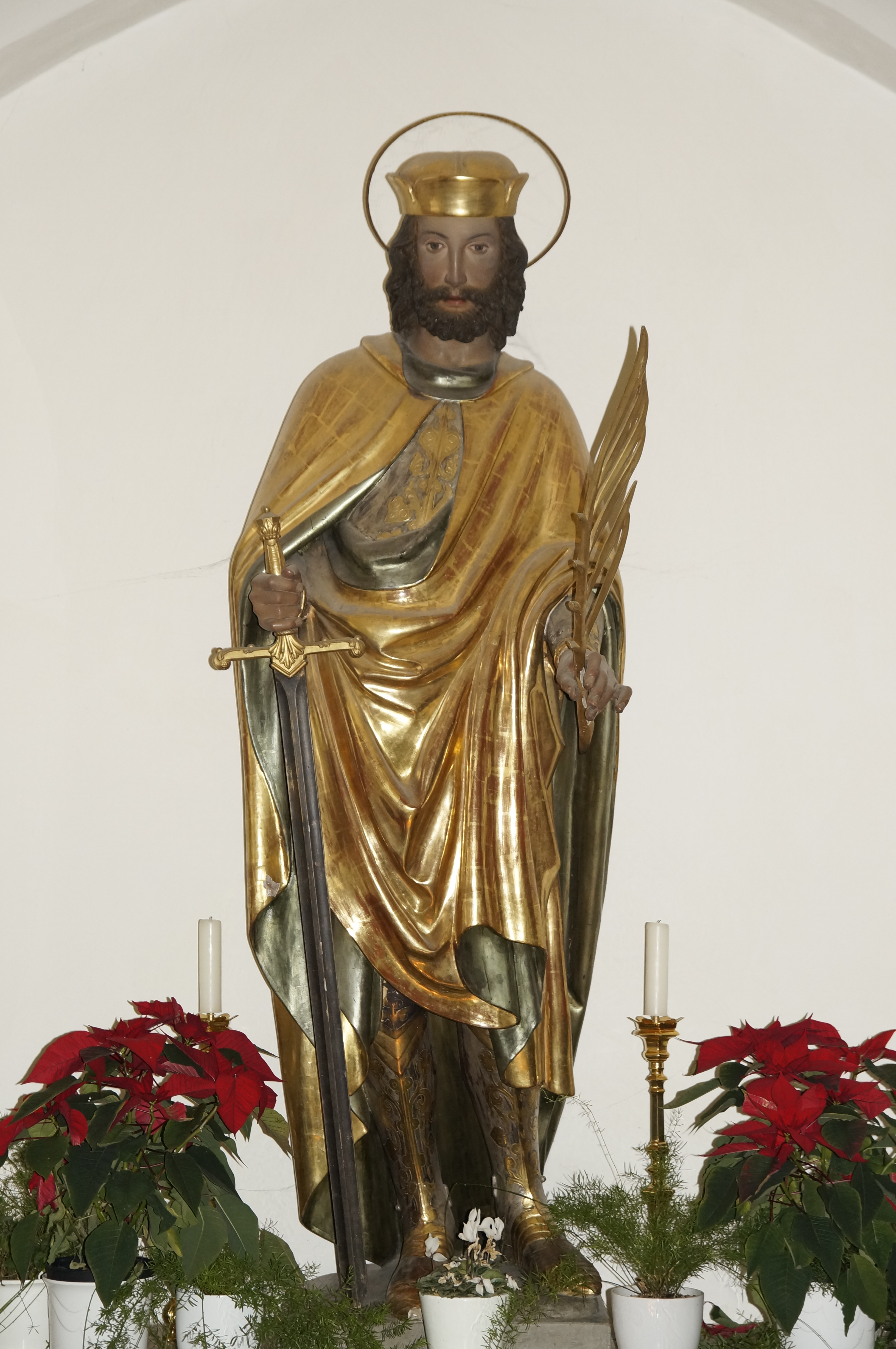
Statue des hl. Kastulus in der Ursulakapelle des Münsters St. Kastulus in Moosburg an der Isar

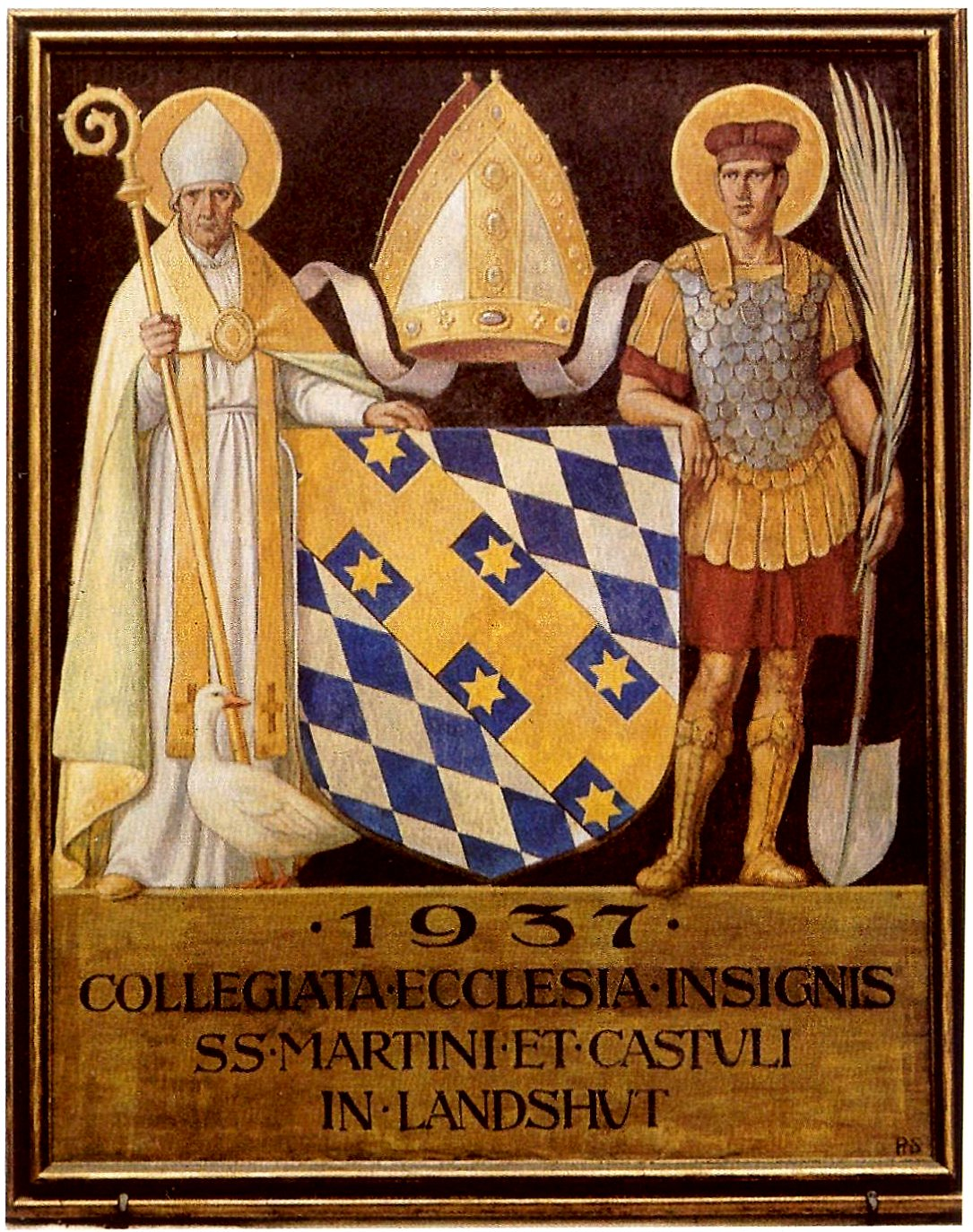
Bild mit Wappen und den beiden Patronen des Stiftskapitels in der Stiftsbasilika St. Martin in Landshut

Kastulus, auch Castulus, Kastulis, Catulus, bairisch Kastl lebte im 3. Jahrhundert in Rom. Er soll der Legende nach Kämmerer des römischen Kaisers Diokletian (* zwischen 236 und 245; † um 312) gewesen und wegen seines christlichen Glaubens in den nach ihm benannten Katakomben an der Via Labicana in Rom lebendig begraben worden sein. Er wird in der Römisch-katholischen und orthodoxen Kirche als Märtyrer und Heiliger verehrt.

## Reliquien

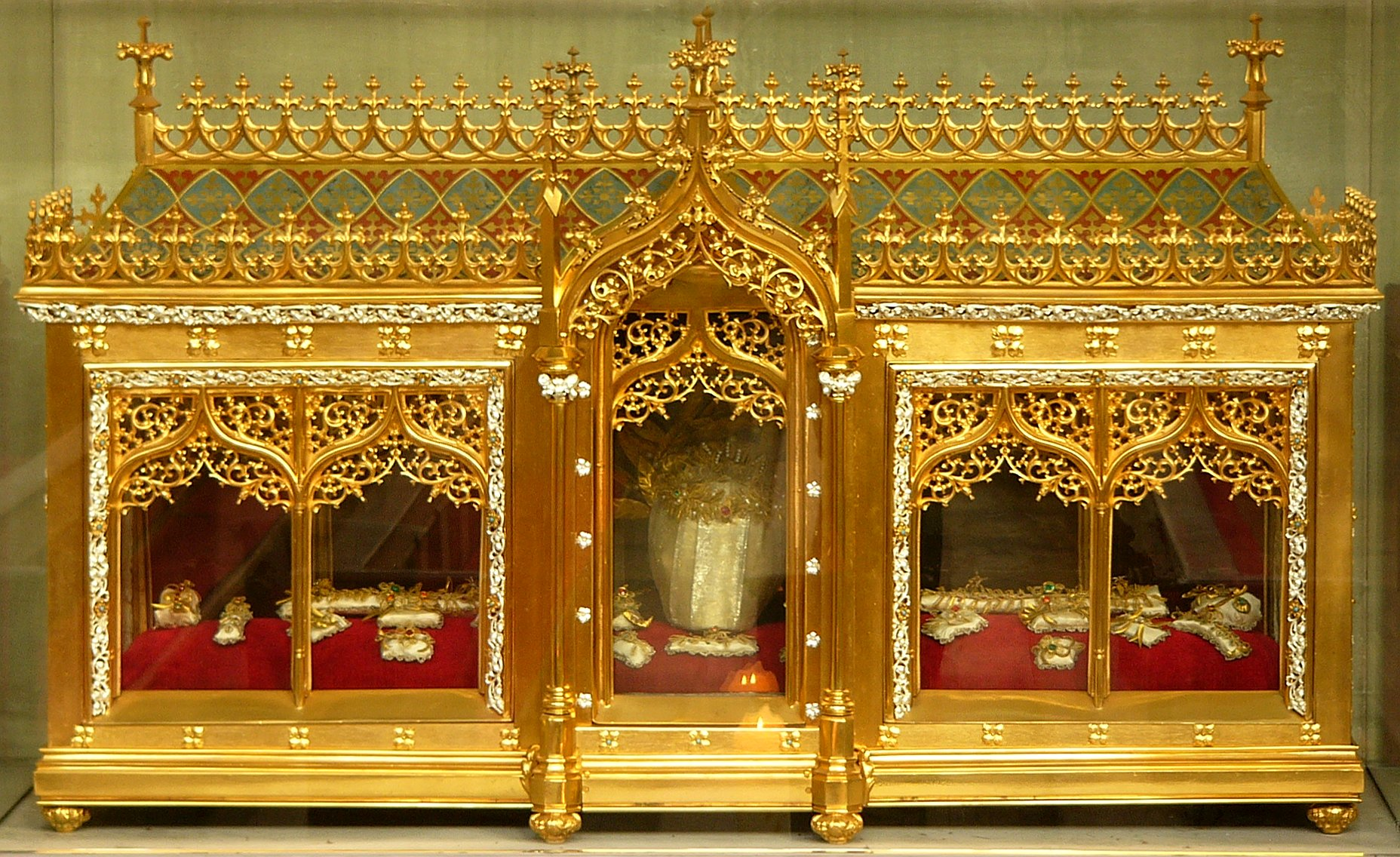
Reliquienschrein mit den Gebeinen des hl. Kastulus in einer Seitenkapelle der Landshuter Stiftsbasilika St. Martin

In der 2. Hälfte des 8. Jahrhunderts, vermutlich zwischen 764 und 772, brachten der Legende nach die Mönche Albin und Rhenobot die Gebeine des hl. Kastulus von Rom oder Pavia nach Moosburg an der Isar in das dortige Benediktinerkloster. Erstmals in Moosburg nachweisen lassen sie sich im Jahr 807. Dieses Kloster war zuständig für die Missionierung des Erdinger Holzlandes und der Hallertau. Das Gebiet der Grafschaft Moosburg umfasste dabei annähernd den nördlichen Teil des heutigen Landkreises Freising. Damit wurde der hl. Kastulus zum Schutzpatron der Hallertau und zum Stadtpatron von Moosburg. Die Reliquien dieses römischen Märtyrers des 3. Jahrhunderts haben Geschichte und Bedeutung von Stadt und Kloster Moosburg nachhaltig beeinflusst.

Jahrhundertelang galt irrtümlich das Jahr 827 als Datum der Translatio („Überführung“) der Reliquien: Noch 1927 wurde in Moosburg das Fest „1.100 Jahre Kastulus“ gefeiert, zu dem etwa 20.000 Gläubige zusammenkamen.
Seit der Überführung ist das Kastulusmünster in Moosburg in einem Doppelpatrozinium neben der heiligen Maria auch dem heiligen Kastulus gewidmet.
Nach der Verlegung des Kollegiatstifts Moosburg ins Kollegiatstift St. Martin nach Landshut im Jahre 1598 ruht auch der größte Teil der Reliquien des Heiligen seit 1604 in der Landshuter Stiftsbasilika St. Martin und Kastulus.
Eine weitere Reliquie des Heiligen, die um das Jahr 1037 Walperich von Fahlenbach, vielleicht ein Gefolgsmann der Grafen von Moosburg, von einem Kreuzzug mitgebracht hatte, befindet sich in der Kirche St. Kastulus im Weiler Sankt Kastl im Landkreis Pfaffenhofen an der Ilm.

## Martyrium, Rezeption

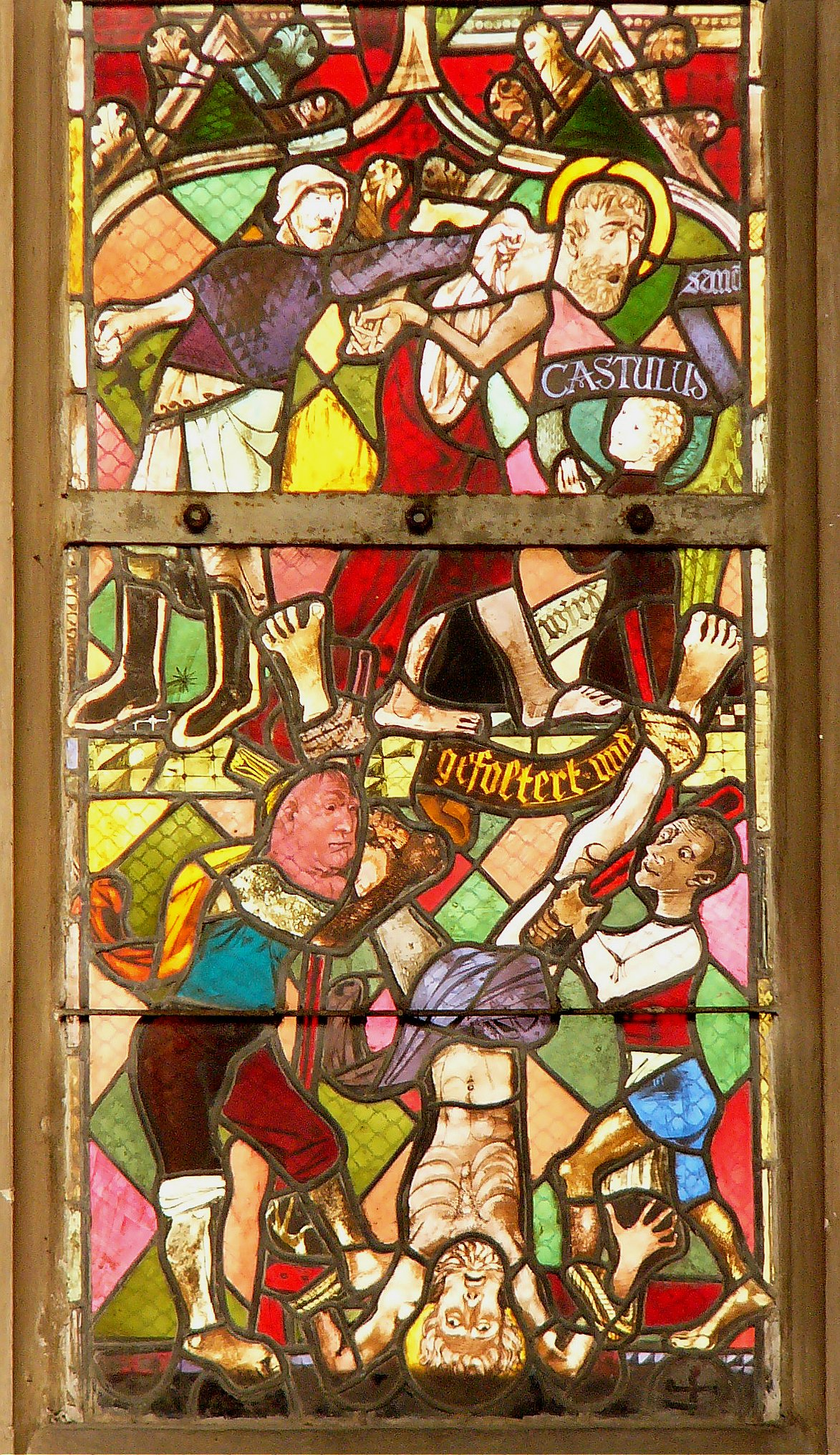
Das Martyrium des hl. Kastulus in einem Fenster der Landshuter Stiftsbasilika St. Martin. Den Folterknechten wurden die Gesichter von Adolf Hitler, Hermann Göring und Joseph Goebbels verliehen.

Das Martyrium des hl. Kastulus ist abgebildet auf vier Holzreliefs des von Hans Leinberger in den Jahren 1511 bis 1541 hergestellten Hochaltars im Chor des Kastulusmünsters in Moosburg an der Isar.
Ort und Kirche von Kastl sind ebenso dem Märtyrer gewidmet wie die Kirche Svatý Haštal, Prag, die Martinskirche (Landshut), St. Kastulus (Moosburg an der Isar), St. Castulus (Puchschlagen), St. Kastulus (Schallenkam), St. Kastulus (Unterschönbach), St. Kastulus (Vilsheim) sowie der Wallfahrtsort Sankt Kastl.
Seine Witwe Irene von Rom pflegte den von Pfeilen verwundeten hl. Sebastian gesund.

## Gedenktag, Patronate, Attribut
Gedenktag des hl. Kastulus ist der 26. März. Er wird bereits seit der Spätantike als Schutzpatron der Bauern und Hirten verehrt. Er wird zum Schutz vor Blitz, Wassernot, Tierkrankheiten und Pferdedieben angerufen.
Neben der Märtyrerpalme ist sein Attribut der Spaten, da er lebendig begraben wurde.